# РАФ (футбольний клуб)
«РАФ Єлгава» (латис. RAF Jelgava) — колишній радянський і латвійський футбольний клуб з міста Єлгава.

## Історія
У 1978 році команда Ризької автобусної фабрики «Автомобіліст» з Єлгави почала виступати у класі «Б» чемпіонату Латвійської РСР. Взимку 1979/80 року «Автомобіліст» об'єднався з іншим місцевим клубом «Металіст», який мав фінансові труднощі і зайняв його місце в класі «А», вищому дивізіоні ресубліканського чемпіонату.
У 1988 році під назвою РШВСМ‑РАФ (тренер — Володимир Риба) команда дебютувала у Другій лізі чемпіонату СРСР (5-та зона). Найкращий результат — 3-тє місце в сезоні 1991. Була другою командою Латвійської РСР (після ризької «Даугави»), яка мала угруповання своїх фанатів.
У тому ж 1988 році другий склад команди дебютував у чемпіонаті Латвійської РСР і відразу ж став чемпіоном, а потім повторив свій успіх і в наступному сезоні. Також у 1988 році РАФ став володарем Кубка Латвійської РСР.
В середині 1990 року команду майстрів очолив Віктор Нестеренко, який до того тренував другу команду.
З 1992 року брала участь у чемпіонаті Латвії, будучи в той час однією з найсильніших команд країни і на рівних змагаючись з ризьким «Сконто». В сезонах 1992 і 1994 РАФ став віце-чемпіоном Латвії, а в сезонах 1993 і 1995 завоював 3-тє місце. У 1993 і 1996 роках РАФ став володарем Кубка Латвії.
Чемпіонат Латвії 1992 року РАФ і «Сконто» завершили з однаковою кількістю очок, і чемпіон був визначений лише в додатковому матчі, в якому РАФ поступився з рахунком 2:3.
Беручи участь в розіграші Кубка кубків 1993/94 в попередньому раунді РАФ зустрічався з представником Фарерських островів клубом «Хавнар», перемігши у домашньому матчі 1:0, у повторній грі латвійській команді було зараховано технічну поразку (0:3) за неявку на гру. Причиною цього стало те, що літак, який доставляв команду на Фарери, не зміг вчасно приземлитися через погодні умови, і команда прибула на матч з запізненням.
1996 року через фінансові проблеми основного спонсора — автомобільного заводу РАФ — команда отримала нове спонсорство від Латвійського університету і, як наслідок, переїхала в Ригу, а вже влітку змінила назву на «Універсітате» (латис. Futbola klubs Universitāte). Однак у 1997 році команда знову зіткнулася з фінансовими труднощами. Після закінчення сезону 1997 року команда припинила своє існування.
Футбольний клуб РАФ був відновлений на початку 2001 року, і, завдяки рішенню Латвійської футбольної федерації, клубу відразу ж було надано місце в Першій лізі Латвії, другому за рівнем дивізіоні країни.
РАФ у Першій лізі провів три сезони, з 2001 по 2003 рік, і в той час був найсильнішим клубом Єлгави. На початку 2004 року РАФ об'єднався з іншою єлгавською командою «Віола», створивши новий футбольний клуб «Єлгава».

### Назви
- «Автомобіліст» Єлгава (1978—1987)
- РШВСМ-РАФ Єлгава (1988—1989)
- РАФ Єлгава (1990 — березень 1996)
- РАФ Рига (березень — червень 1996)
- «Універсітате» Рига (липень 1996—1998)
- РАФ Єлгава (2001—2004)

## Результати виступів

### В чемпіонатах та Кубку Латвійської РСР
| Сезон | Ліга                 | Місце    | І        | В        | Н        | П        | Голи     | О        | Кубок       |
| ----- | -------------------- | -------- | -------- | -------- | -------- | -------- | -------- | -------- | ----------- |
| 1971  | невідомо             | невідомо | невідомо | невідомо | невідомо | невідомо | невідомо | невідомо | 1/4 фіналу  |
| 1972  | невідомо             | невідомо | невідомо | невідомо | невідомо | невідомо | невідомо | невідомо | 1/4 фіналу  |
| 1978  | Клас «Б»             | 4        |          |          |          |          |          |          |             |
| 1979  | Клас «Б»             | 7        | 26       | 10       | 7        | 9        | 34-33    | 27       |             |
| 1980  | Клас «А»             | 7        | 30       | 9        | 11       | 10       | 40-38    | 29       | 1/8 фіналу  |
| 1981  | Клас «А»             | 7        | 30       | 13       | 7        | 10       | 43-43    | 33       |             |
| 1982  | Клас «А»             | 12       | 22       | 6        | 6        | 10       | 27-39    | 18       |             |
| 1983  | Клас «А»             | 11       | 26       | 7        | 3        | 16       | 22-65    | 17       |             |
| 1984  | Клас «А»             | 131      |          |          |          |          |          |          |             |
| 1985  | Клас «Б»             | 3        |          |          |          |          |          |          |             |
| 1986  | Клас «Б»             | 2        |          |          |          |          |          |          |             |
| 1987  | Клас «Б»             | 12       | 16       | 13       | 3        | 0        | 64-9     | 29       | 1/16 фіналу |
| 1988  | Клас «А»             | 1        | 30       | 19       | 11       | 0        | 69-18    | 49       | Володар     |
| 1989  | Клас «А»             | 1        | 31       | 22       | 7        | 2        | 72-26    | 51       | 1/8 фіналу  |
| 1990  | Чемпіонат Прибалтики | 8        | 32       | 13       | 10       | 9        | 44-37    | 36       |             |
| 1991  | Чемпіонат «Варпи»    | 3        |          |          |          |          | 92-33    | 36       |             |

1 «Автомобіліст» стартував у класі «А», але був знятий з розіграшу за неявку на гру з «Сарканайс квадратс».
2 Через збільшення числа команд з 14 до 16, «Автомобіліст» кваліфікувався в клас «А».

### У чемпіонатах СРСР
| Сезон  | Ліга             | Місце  | І   | В  | Н  | П  | Голи    | О   |
| ------ | ---------------- | ------ | --- | -- | -- | -- | ------- | --- |
| 1988   | Друга ліга       | 18     | 34  | 5  | 5  | 24 | 23-73   | 15  |
| 1989   | Друга ліга       | 18     | 42  | 10 | 9  | 23 | 38-61   | 29  |
| 1990   | Друга нижча ліга | 4      | 32  | 17 | 9  | 6  | 54-25   | 43  |
| 1991   | Друга нижча ліга | 3      | 42  | 28 | 6  | 8  | 71-39   | 62  |
| Всього | Всього           | Всього | 150 | 60 | 29 | 61 | 186-198 | 149 |

### В чемпіонатах та Кубку Латвії
| Сезон | Ліга       | Місце | І  | В  | Н | П  | Голи  | О  |  | Кубок       |
| ----- | ---------- | ----- | -- | -- | - | -- | ----- | -- |  | ----------- |
| 1992  | Вища ліга  | 2     | 22 | 17 | 4 | 1  | 43-6  | 38 |  | 1/4 фіналу  |
| 1993  | Вища ліга  | 3     | 18 | 12 | 2 | 4  | 34-11 | 26 |  | Володар     |
| 1994  | Вища ліга  | 2     | 22 | 13 | 7 | 2  | 38-11 | 33 |  | 1/8 фіналу  |
| 1995  | Вища ліга  | 3     | 28 | 14 | 6 | 8  | 40-28 | 48 |  | 1/2 фіналу  |
| 1996  | Вища ліга  | 4     | 28 | 11 | 6 | 11 | 37-45 | 39 |  | Володар     |
| 1997  | Вища ліга  | 6     | 24 | 8  | 5 | 11 | 25-42 | 29 |  | 1/2 фіналу  |
| 1998  | Перша ліга | 6     | 21 | 7  | 4 | 10 | 43-47 | 25 |  | 1/16 фіналу |

| Сезон  | Ліга       | Місце  | І  | В  | Н  | П  | Голи    | О   |  | Кубок       |
| ------ | ---------- | ------ | -- | -- | -- | -- | ------- | --- |  | ----------- |
| 2001   | Перша ліга | 4      | 28 | 14 | 6  | 8  | 62-33   | 48  |  | 1/8 фіналу  |
| 2002   | Перша ліга | 5      | 28 | 12 | 2  | 14 | 47-47   | 38  |  | 1/16 фіналу |
| 2003   | Перша ліга | 7      | 27 | 8  | 4  | 15 | 33-62   | 28  |  | 1/16 фіналу |
| Всього | Всього     | Всього | 83 | 34 | 12 | 37 | 142-142 | 114 |  |             |

### У єврокубках
| Кубок           | І  | В | Н | П | М    |
| --------------- | -- | - | - | - | ---- |
| Кубок кубків    | 4  | 1 | 2 | 1 | 3-5  |
| Кубок УЄФА      | 4  | 1 | 1 | 2 | 3-4  |
| Кубок Інтертото | 4  | 0 | 0 | 4 | 2-13 |
| Всього          | 12 | 2 | 3 | 7 | 8-22 |

| Сезон     | Змагання        | Раунд                   | Клуб           | Вдома | В гостях       | Підсумок       |
| --------- | --------------- | ----------------------- | -------------- | ----- | -------------- | -------------- |
| 1993/1994 | Кубок кубків    | Кваліфікаційний раунд   | «ГБ Торсгавн»  | 1:0   | 0:3 (т.п.)     | 1:3            |
| 1995/1996 | Кубок УЄФА      | Кваліфікаційний раунд   | «Аван Лідо»    | 0:0   | 2:1            | 2:1            |
|           |                 | Перший раунд            | «Зімбру»       | 0:1   | 1:2            | 1:3            |
| 1996/1997 | Кубок кубків    | Кваліфікаційний раунд   | Вадуц          | 1:1   | 1:1 (2:4 пен.) | 2:2 (2:4 пен.) |
| 1997      | Кубок Інтертото | Груповий раунд, група 7 | «Істанбулспор» | 1:5   | —              | 1:5            |
|           |                 |                         | «Вашаш»        | —     | 0:3            | 0:3            |
|           |                 |                         | «Вердер»       | 0:3   | —              | 0:3            |
|           |                 |                         | Естерс         | —     | 1:2            | 1:2            |

## Досягнення
Чемпіонат Латвійської РСР
- Чемпіон (2): 1988, 1989.

Вища ліга Латвії
- Срібний призер (2): 1992, 1994.
- Бронзовий призер (2): 1993, 1995.

Кубок Латвії
- Володар (3): 1988, 1993, 1996.

## Рекорди клубу
- Найбільша перемога в Вищій лізі: 6:0 («Старт», 1992).
- Найбільша поразка у Вищій лізі: 1:11 («Сконто», 1996).